# Algemene begraafplaats Den Burg

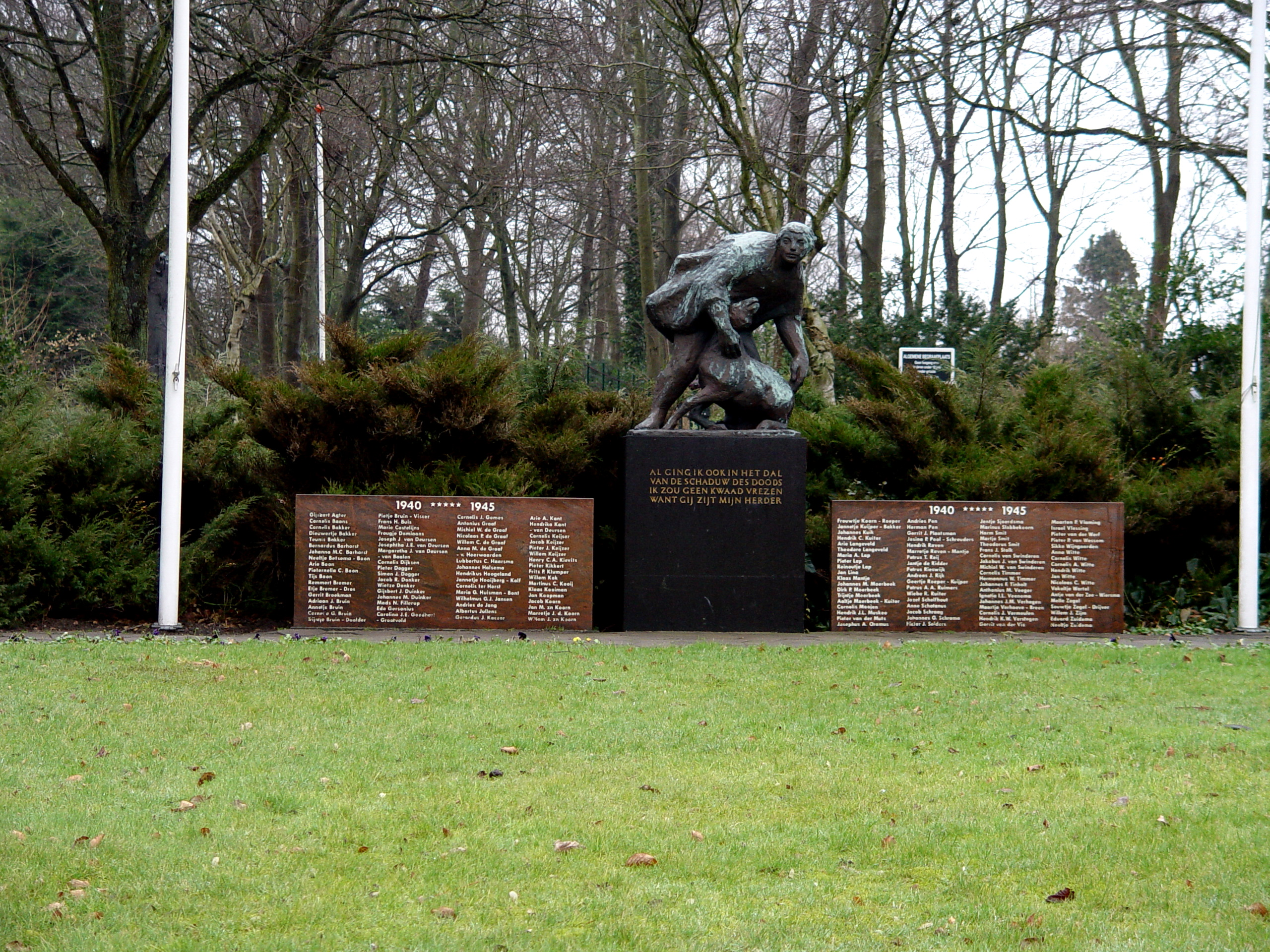
Oorlogsmonument bij de begraafplaats

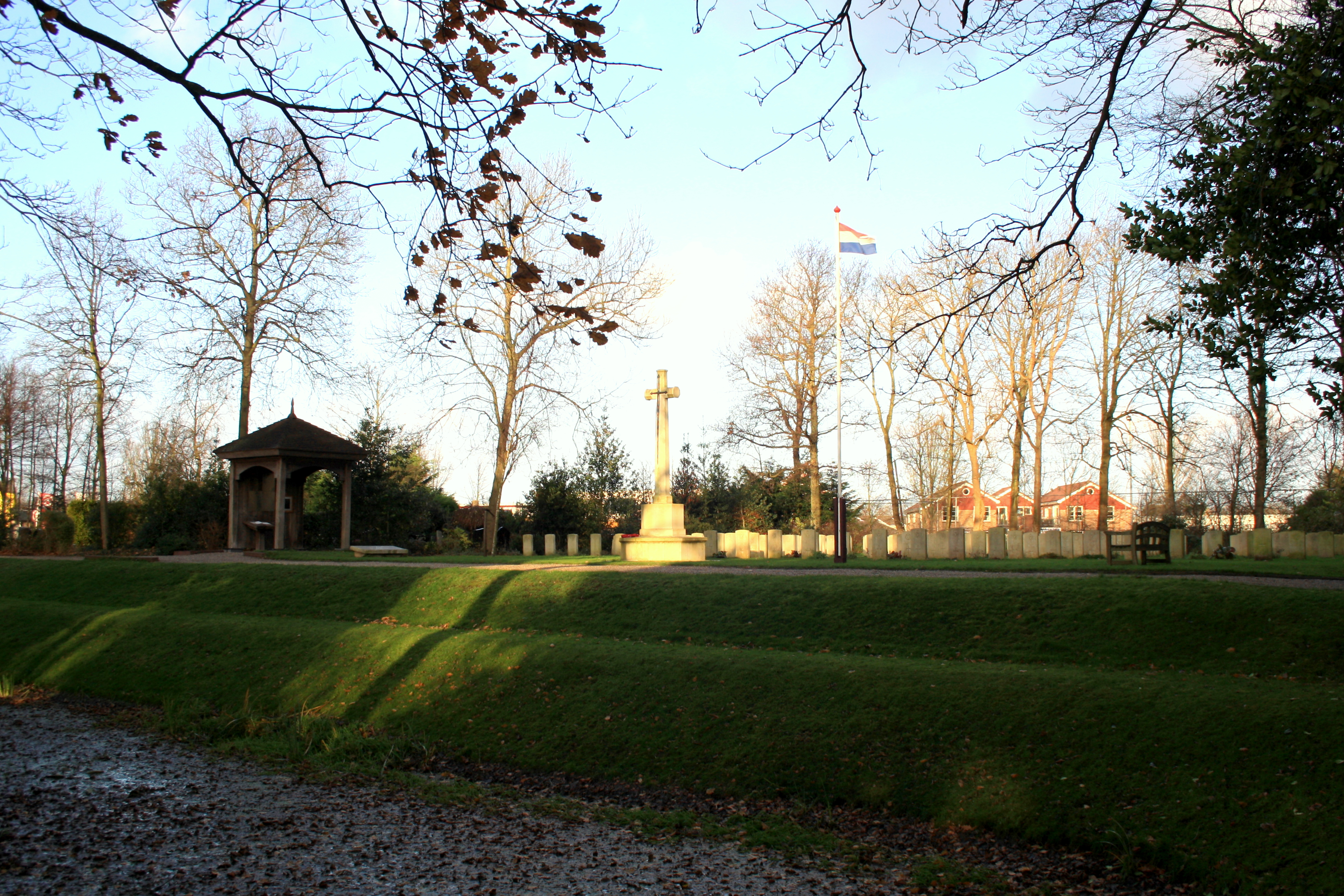
Het ereveld van het Gemenebest

De algemene begraafplaats Den Burg is een begraafplaats en Erehof aan de Kogerstraat in de plaats Den Burg in de Nederlandse gemeente Texel.

## Monumenten
Op 4 mei 1961 werd het "Oorlogsmonument 1940-1945" onthuld (naar ontwerp van Theo Mulder en Mari Andriessen) met een bronzen beeld van de Goede Herder op een voetstuk van muschelkalksteen. Het staat aan de Kogerstraat, voor de begraafplaats. Op twee gedenkplaten, geplaatst in 1998, staan de namen van inwoners van Texel die in de Tweede Wereldoorlog omkwamen.
De overlevenden van de opstand van de Georgiërs hebben een koperen Levensboom geschonken (naar ontwerp van Georgi Otchiauri, Tia Draparidze en Zurab Sakvarelidze) die op 4 mei 1975 werd onthuld. Op het monument staat de tekst: "Aan onze omgekomen Nederlandse broeders en zusters. USSR - Georgië".

## Oorlogsgraven
Op de begraafplaats ligt een ereveld van het Gemenebest. Hier liggen 167 doden uit de Tweede Wereldoorlog begraven. De meesten van hen waren vliegeniers. Van 44 is de identiteit onbekend.
Er staat een herdenkingskruis (Cross of Sacrifice) naar ontwerp van Sir Reginald Blomfield. Het is uitgevoerd in natuursteen, en er is een bronzen zwaard op aangebracht.
De Commonwealth War Graves Commission is verantwoordelijk voor dit ereveld.

## Grootte
De begraafplaats had oorspronkelijk ruimte voor 1077 graven. 
In 1980 kwam er uitbreiding (vak H) met 205 graven. 
Daarvan gingen er in 2000 30 af ten gunste van een urnenmuur en urnen- en kindergraven.
In 2007 werd besloten tot verdere uitbreiding met ca. 285 graven.